# 于陆琳
于陆琳（1921年7月17日—2015年12月20日），女，原名于式坤，山东临淄人。中华人民共和国教育家，民办高等教育事业先驱者。陈云夫人若木的妹妹。

## 生平
1921年7月17日生于山东济南。老家在山东临淄。原名于式坤，小名紫薇。1937年10月，与姐姐若木赴延安参加革命工作，在陕北公学五队学习，改名为于陆琳（有时也写作于璐琳）。1938年1月加入中国共产党。1938年2月，调军委二局学习日语，并从事破译日军电报工作。1939年12月，进中央党校40班学习。1942年6月，赴晋绥边区工作，历任北临县四区抗联妇女部长、地委调研室调研员。1945年12月调至河北张家口，任张垣烟草公司工会及车间支部书记。1946年8月至1948年9月，在崔月犁的领导下，在清华大学从事地下工作。曾任清华燕京教师联合支部书记（北系）。期间与孟少农结婚，生下女儿孟运。1948年9月，到泊镇华北局城工部工作。1949年2月回北平，任北海幼儿园园长。
1953年，赴苏联列宁格勒赫尔岑教育学院教育系学习，并担任列宁格勒留苏学生党总支书记。1957年回国后, 任北京师范大学教育系党总支书记兼系主任。与孟少农离婚，并与开国中将锺赤兵结婚。1965年调至国防科委工作，任副主任办公室秘书。文化大革命期间受到冲击。1969年，陪同锺赤兵调往广州军区。1976年调至解放军军事学院工作，任图书馆副馆长。1985年离休。1982年，和聂真、刘达等老教育家一起创办了中国第一所民办大学中华社会大学。曾任副校长兼教务长。1986年后任校长。
1989年荣获“全国老有所为精英奖”。1993年获国防大学授予的“先进离休干部”称号。1998年被教育部评为“全国优秀教育工作者”，同年获全国民办高等教育委员会授予的“民办高等教育创业奖”。
2009年因股骨颈骨折住进医院。2015年12月20日晚21时45分在北京逝世。

## 出版物
- 于陆琳 (编). . 海潮出版社. 1999年. ISBN 7801511875.
- . 海潮出版社. 2000年. ISBN 7801513304.

## 家庭
- 父亲：明信（1882年－1948年），字丹绂。教育家。
- 大哥：道泉（1901年－1992年），语言学家，藏学家。
- 二哥：道源（1912年－1948年），革命家，无线电专家，战争中牺牲。
- 大姐：式玉（1904年－1969年），社会学家，四川师范学院教授，李安宅夫人。
- 二姐：式金，北京扶轮中学教师。
- 三姐：式谷（1919年－2006年），营养学家，陈云夫人。
- 第一任丈夫：孟少农（1915年－1988年），汽车工程专家。后于1956年离婚。
- 第二任丈夫：锺赤兵（1914年－1975年），中国人民解放军开国中将。[9]
- 女儿：孟运（1948年－），1950年代中国的和平童星。[10]